# Arthur Symons

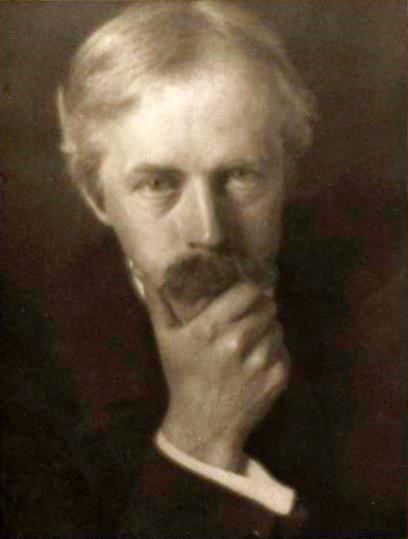
Arthur Symons.

Arthur Symons (28 de fevereiro de 1865, Milford Haven, Pembrokeshire – 22 de janeiro de 1945, Wittersham, Kent) foi um poeta, crítico e editor de revista inglês. Foi o introdutor do Simbolismo na Inglaterra.

## Obra

### Poesia
- Days and Nights (1889)
- Silhouettes (1892)
- London Nights (1895)
- Amoris victima (1897)
- Images of Good and Evil (1899)
- Poems (2 vols.), (1902)
- A Book of Twenty Songs (1905)
- Knave of Hearts (1913; poemas escritos entre 1894 y 1908)
- Love's Cruelty (1923)
- Jezebel Mort, and other poems (1931)

### Ensaios
- Studies in Two Literatures (1897)
- Aubrey Beardsley: An Essay with a Preface (1898)
- The Symbolist Movement in Literature (1899; 1919)
- Cities (1903), semblanzas literarias de ciudades como Roma, Venecia, Nápoles, Sevilla, etc.
- Plays, Acting and Music (1903)
- Studies in Prose and Verse (1904)
- Spiritual Adventures (1905)
- Studies in Seven Arts (1906).
- Figures of Several Centuries (1916)
- Studies in the Elizabethan Drama (1919)
- Charles Baudelaire: A Study (1920)
- Confessions: A Study in Pathology (1930; libro que contiene una descripción de su enfermedad y del tratamiento recibido)
- A Study of Walter Pater (1934)